# Chelas Futebol Clube
O Chelas Futebol Clube foi uma equipa de futebol da cidade de Lisboa, Portugal.

## História
- 1911 : fundação do clube com o nome Chelas Futebol Clube
- 8 de agosto de 1946 : fusão com o Clube Oriental de Lisboa